# 神の拳
『神の拳』（かみのこぶし、原題：The Fist of God）は、フレデリック・フォーサイスの小説。1994年に刊行された。日本語版も同年6月に角川書店から刊行された。

## あらすじ
1990年、イラク軍がクウェートに侵攻した。褐色肌で完璧なアラビア語をあやつる英国軍将校マイク・マーチンは、クウェートに潜入し、破壊活動を支援する。さらに、「神の拳」と呼ばれる兵器の正体をつかみ、その使用を阻止するために、空爆の始まったバグダッドに潜り込む。バグダッドにいるイスラエルのスパイ「ジェリコ」と連絡をとり、「神の拳」が最新兵器であることが分かった。

## 登場人物

### 英国
マーガレット・サッチャー
首相。
ジョン・メージャー
新首相。
ロビン・バトラー卿
内閣官房長官。
ピーター・ド・ラ・ビリア卿
陸軍中将。多国籍軍副司令官。元SAS総監。
コリン・マッコル卿
SIS長官。
ポール・スプルース卿
内閣官房副長官。メドゥーサ委員会委員長。
J.P.ロヴァト准将
SAS総監。
ブルース・クレイグ大佐
SAS大隊長。マイク・マーチンの上司。
マイク・マーチン
37歳。母がインド人。SAS少佐。テリー・マーチン博士の兄。外見はアラブ人とそっくり。クウェートでの呼び名「ベド」。イラクでの偽名「マムード・アル・フーリ」。
テリー・マーチン博士
35歳。中東学者。ロンドン大学東洋アフリカ学部 (SOAS) に勤務。中東の軍隊を研究。
ヒラリー
テリーの妻。株式仲買人。
ナイジェル・マーチン
マイクとテリーの父。元イラク石油勤務。
スパーキー・ロウ
SISの派遣要員。元SAS将校。カフジで情報を集める。
スティーヴ・レイング
SIS中東担当工作統制官。
サイモン・バックスマン
SISイラク・デスク長。
ジュリアン・グレイ
SISリヤド支局長。
ブライアント博士
細菌学者。メドゥーサ委員。
ラインハート博士
毒ガス専門家。メドゥーサ委員。
ジョン・ヒップウェル博士
核物理学者。核兵器研究所勤務。メドゥーサ委員。
スチュアート・ハリス
ユダヤ人。ビジネスマン。サヤン（モサドの協力者）。
ショーン・プラマー
政府通信本部 (GCHQ) アラビック・サーヴィス責任者。
クリストファー・カウリー
イギリス人技術者。スーパーガン・チームのリーダー。
アル・フーリ
政府通信本部(GCHQ)のアラブ部門の上級分析官。元ヨルダン外交官。
ペック少佐
イギリス空軍軍人。目標分析の専門家。
フィリップ・カーゾン中佐
イギリス空軍軍人。第608飛行隊指揮官。
ロフティ・ウィリアムソン少佐
フィリップ・カーゾン中佐の部下。戦闘機パイロット。
シド・ブレア
ロフティ・ウィリアムソン少佐の相棒。航法士官（ナヴィゲーター）。
ピーター・ジョーンズ大尉
ロフティ・ウィリアムソン少佐の同僚。戦闘機パイロット。
ニッキー・タイン大尉
ピーター・ジョーンズ大尉の相棒。航法士官（ナヴィゲーター）。
ピーター・スティーヴンソン軍曹
SAS隊員。自由降下の専門家。
ベン・イーストマン伍長
SAS隊員。山岳要員。
ケヴィン・ノース伍長
SAS隊員。山岳要員。

### アメリカ合衆国
ジョージ・ブッシュ
大統領。
ジェームズ・ベイカー
国務長官。
リチャード・チェイニー
国防長官。
ニコラス・ブレイディ
財務長官。
リチャード・ソーンバーグ
司法長官。
ブレント・スコウクロフト将軍
アメリカ国家安全保障会議 (NSC) 議長。
コリン・パウエル将軍
統合参謀本部議長。
ノーマン・シュワルツコフ将軍
多国籍軍総司令官。
チャールズ（チャック）・ホーナー中将
多国籍軍航空部隊司令官。
バスター・グロッソン准将
多国籍軍航空部隊副司令官。
ウィリアム・ウェブスター判事
CIA長官。
ビル・スチュアート
CIA副長官（工作担当）。
チップ・バーバー
CIA中東課長。
ハリー・シンクレア
CIAロンドン支局長。
スティーヴ・ターナー中尉
ドン・ウォーカーの飛行隊の指揮官。
ドン・ウォーカー
29歳。戦闘機パイロット。火器担当士官。TACの第9航空軍第4戦術戦闘航空団第336飛行隊所属。愛機はF-15ストリーク・イーグル。
レイ・ウォーカー
60歳間近。ドン・ウォーカーの父。石油会社副社長。
メイベル・ウォーカー
レイ・ウォーカーの妻。
ティム・ネイサンスン
ドン・ウォーカーのイーグルの後部座席に乗る兵器システム担当士官。
ランディ・ロバーツ
ドン・ウォーカーの同僚。戦闘機パイロット。
ベス・クローガー少佐
女性。飛行隊の情報将校。
ディック・ビーティ大佐
アメリカ空軍。目標分析の専門家。
ダレン・クリアリー海軍少佐
戦闘機パイロット。愛機はF-14トムキャット。
ソール・ネイサンスン
ユダヤ系アメリカ人。銀行家兼財務家。
ポール・マスロウキ
近東学科教授。
ジム・ジェイコブス
40歳近く。核科学者。ローレンス・リヴァモア研究所勤務。
ダディ・ローマックス
75歳。引退した核物理学者。過去にマンハッタン計画に参加。

### イスラエル
イツハク・シャミル
首相。
ヤーコブ・ドロール将軍
モサド長官。
シュロモ（サミ）・ゲルション
モサドの非合法工作部長。
エイタン・ハダル
モサドの中等部長。ダヴィド・シャロンの直属の上司。
ダヴィド・シャロン
モサドのイラク・デスク長。
ベンヤミン・ネタンヤフ
外務次官。
ギデオン（ギディ）・バルジライ
モサドの工作管理官。
モシェ・ハダリ
アラブ学者。テルアヴィヴ大学アラブ学教授。
カリム
29歳。ヨルダン人留学生。モサドの工作員。本名「アヴィ・ヘルツォーク」。

### オーストリア
ウォルフガング・ゲミュートリヒ
60代初め。ウィンクラー銀行副頭取。ジェリコの担当。
エーディト・ハルデンベルグ
39歳。ウォルフガング・ゲミュートリヒの秘書。独り暮らし。

### クウェート
アーメド・アル・ファリア
クウェート人。アル・ファリア大尉の父。大金持ちの商人。アル・ファリア通商本社社長。
ハーレド・アル・ファリア大尉
26歳。クウェート空軍飛行士官。
アブ・フーアド
クウェート・レジスタンス委員会佐官。クウェート軍の中佐。
アスラル・カバンディ
女レジスタンス。

### イラク
サダム・フセイン
大統領。ティクリート出身。
ターハ・マラダン
首相。
イザート・イブラヒム
第一副首相。
サドゥーン・ハマディ
副首相。
フセイン・カミル
サダム・フセインの女婿。イラク軍需省長官。ダミー会社を作り武器を輸入。
タリク・アジズ
外相。カルデア系キリスト教徒。
アリ・ハッサン・マジード
サダム・フセインの義弟。クウェート傀儡政権総督。
アリ・ムスリ
工兵隊司令官。
アブドゥッラー・カディリ大将
ティクリート出身。陸軍機甲部隊司令官。
ケマル
戦車隊軍曹。アブドゥッラー・カディリ大将のボディガード。
アミル・サーディ
イラク軍需省副大臣。
ハッサン・ラマニ准将
37歳。ティクリート出身。情報機関ムハバラト防諜部長。イラク領内における外国の諜報工作を阻止。マイク・マーチンと学校時代に仲良しだった。
イスマイル・ウバイディ博士
情報機関ムハバラト対外情報部長。外国での諜報活動を担当。
アブデルラーマン・モイエッディン
イスマイル・ウバイディ博士の部下。
モーセン・ザイエード少佐
シギント部門（無線情報を収集，分析する仕事）を総括。無線の技術は抜群に有能。
オマル・ハティブ
45歳。秘密警察アムナルアム長官。国民を監視し、秩序維持に努める。ティクリート出身。あだ名は「拷問屋」。
サバーウィ大佐
秘密警察クウェート支部長。
アリ軍曹
オマル・ハティブの部下。
クーサイ
サダム・フセインの息子。アムナルハッス（大統領親衛隊）指揮官。
オスマン・バドリ大佐
35歳。工兵隊将校。偽装の名人。偽装要塞を建築。マイク・マーチンと学校時代に仲良しだった。
アブデルカリム・バドリ大佐
37歳。オスマン・バドリの兄。イラク空軍飛行隊長。マイク・マーチンと学校時代に仲良しだった。
ジャーファル・アル・ジャーファル博士
核物理学者。原爆開発技術者。イラクのオッペンハイマーと称される。
サラ・シッディキ博士
原爆開発技術者。
ジェリコ
バグダッドにいるイスラエルのスパイのコードネーム。正体はイラクの最高評議会に連なる高官。
レイラ・アル・ヒッラ
30歳。カルデア人。バグダッドの娼婦。顧客のアブドゥッラー・カディリ将軍から情報を引き出すスパイ。

### ソビエト連邦
ミハイル・セルゲイヴィチ・ゴルバチョフ
ソビエト共産党中央委員会書記長兼ソビエト連邦大統領。
エドゥアルド・シェワルナゼ
外相。ゴルバチョフの信頼が厚い。
ステパノフ大佐
ソビエト軍事顧問団上級工兵将校。イラク軍工兵部隊を育成。オスマン・バドリ大佐の恩師。
ユーリ・クリコフ
イラク内ソビエト大使館一等書記官。

### その他の国
ジェラルド・ヴィンセント・ブル博士
カナダ人。火砲の設計家。イラクのミサイル製造に関与。
ファハド国王
サウジアラビア国王。
アルフォンソ・ベンツ・モンガーダ
30歳。ユダヤ系チリ人。国連本部西アジア経済委員会バグダッド事務所の外交官。サヤン（モサドの協力者）。イスラエルの工作員。
ミシェル・レヴィ
80歳過ぎ。パリの骨董屋。アンティーク家具に関してヨーロッパ屈指のエキスパート。サヤン（モサドの協力者）。

## 用語
プロジェクト・バビロン
口径1mの大砲の開発計画。
メドゥーサ委員会
大量破壊兵器の問題について政治指導者に助言する委員会。サイモン・バックスマンの補佐として、テリー・マーチン博士が参加。